# Ръждивопетниста котка
Ръждивопетнистата котка (Prionailurus rubiginosus), също рижава петниста котка, е дребен хищник от семейство Коткови. Вписана е в Червения списък на световнозастрашените видове на IUCN като уязвим вид.

## Разпространение
Среща се в Южна Индия и Шри Ланка. Обитава савани, осеяни с храсти, както и влажни гори.

## Физическа характеристика
На дължина достига само 42 cm. Козината ѝ е сиво-кафява, изпъстрена с ръждиво-кафяви петна и ивици (откъдето идва наименованието ѝ).
Върху по-голямата част от гърба и по хълбоците има ръждиви петна. Четири черни линии преминават през очите и две от тях се простират над врата. Шест тъмни ивици са от всяка страна на главата, простиращи се над бузите и челото. Брадичката, гърлото, вътрешната страна на крайниците и корема са белезникави с малки кафеникави петна. На гърдите има ръждива линия. Лапите и опашката й са еднородни червеникавосиви.
Това е най-малката дива котка в Азия и съперничи на чернонолапата котка като най-малката дива котка в света. Тя е с дължина от 35 до 48 см, с опашка от 15 до 30 см и тежи само 0,9 до 1,6 кг. Бухналата опашка е около половината от дължината на тялото.